# Битва под Валком
Битва под Валком — одно из событий русско-шведской войны 1656—1658. Войска псковского воеводы Матвея Шереметева потерпели поражение от шведской армии генерала Левена.

## Предыстория
С начала 1657 года шведская армия пытается организовать контрнаступление. Корпус графа Магнуса Делагарди вторгается в псковские земли и разоряет окрестности Псково-Печерского монастыря. Корпус генерала Левена блокирует лифляндского воеводу Афанасия Ордина-Нашокина в замке Адзель. Одновременно меняется тактика русских войск. Русское правительство, выполнив основную задачу войны — недопущение польско-шведской унии, больше не планирует крупных военный акций. В феврале 1657 года на боярской думе в Москве был вынесен боярский приговор «промышлять всякими мерами, чтобы привести шведов к миру».
В середине марта псковский воевода Матвей Шереметев, назначенный в Псков в декабре 1656 года, заканчивает формирование своего полка и выступает против шведов. Вечером 16 (26) марта 1657 русские войска выходят к Псково-Печерскому монастырю. В ночь на 17 (27) марта в результате четырёхчасового боя Шереметев принудил Делагарди к отступлению. Шведская армия выступила к Нейгаузену. У местечка Мигузице, в двух верстах от Нейгаузена Шереметев догнал отступающих шведов. В битве при Мигузице «графа Магнуса и его полку неметцких людей многих побили и языки поймали». Обезопасив псковские земли и разместив в монастыре и округе гарнизоны, Матвей Васильевич выступил к замку Адзель на выручку лифляндского воеводы.

## Битва
Выступив в поход, Шереметев выделил около 8 сотен человек в полк второго воеводы князя Тимофея Ивановича Щербатова. За пятнадцать верст от Адзеля отряд Шереметева столкнулся с передовыми частями шведов («три хорунки»). Воеводы «на тех немецких людей послали посылку пять сотен. И ратные… государевы люди сошлись с немецкими людми, и бой был…» и «тех немецких людей побили болши штидесять человек, да в языцех взяли дватцать человек, а твоих государевых ратных людей ранен один человек».
В расспросе пленных выяснилось, «что немецкие люди стоят под городом Анзелом и город Анзел осадили, а иные немецкие люди стоят по деревням от города Анзела в пяти верстах, и к городу Анзелу подвели с трех сторон шанцы, а ждут де,… из Риге граф Магнуса з болшим ломовым нарядом». Шереметев немедленно выступил к Адзелю. При приближении русских войск шведы отступили к городку Валк. 8 июня Матвей Васильевич провел военный совет на котором было решено преследовать шведов и «итти без обозу наспех».
В ночь на 9 (19) июня в пяти верстах от Валка, выделенные в ертаул две сотни из дворян и новокрещенов под командой сотенных голов Фёдора Шаблыкина и Ивана Суморокова, перехватили шведский разъезд. От пленных удалось узнать, что основные силы шведов стоят около Валка и в окружающих деревнях, а в самом городе стоят только несколько сотен. Послав вестового к князю Щербатову, ертаул пошёл в Валк. Щербатов, известив о столкновении Шереметева, выступил со своими сотнями на помощь ертаулу. «И… государевы ратные люди немецких людей из Валок выбили и за ними гоняли версты с три и на тех трех верстах побили немецких людей болши ста человек». В преследовании ертаульные сотни натолкнулись на шведский драгунский полк полковника Толя. В перестрелке был ранен сотенный голова Фёдор Шабрыкин. Щербатов немедленно выслал против драгун донских казаков во гласе с сотенным головой Богданом Бешенцовым. В результате атаки донцов полк шведских драгун был разбит.
Выйдя на основные силы шведов, князь Щербатов, дожидаясь подхода Шереметева, вступил в перестрелку с противником. Вскоре подошли сотни Шереметева. Князь Щербатов так описывал дальнейшие события: «И как, государь, Матвей Шереметев со всеми твоими великого государя ратными людми своево полку пришел ко мне, холопу твоему, на помочь, и почали битца ево Матвеева полку четыре сотни, и как, государь, немецкие люди райтары напуск учинили на твоих государевых ратных людей на райтар же, и почали промеж собою стрелятца, а сотенные, государь, многие люди Матвеявы и моево полку, забыв страх Божий и твое великого государя крестное целованье, пометав знамёна и нас, холопей твоих, и сотенных голов, побежали дуростью своею, а не от побою. И немецкие, государь, люди, видя то, что твои государевы многие ратные люди побежали, почали напускать всеми ротами на твоих великого государя ратных людей строем стрелбою, а не так, что прутким обычаем в гонбу. И которые, государь, ратные люди столника Матвеева полку Шереметева и меня, холопа твоего, остались неболшие, и мы государь, холопи твои, на немецких людей с теми неболшими людми напуск учинили. И передние, государь, роты от нас, холопей твоих, побежали, а задние к нам встречю. И ратные, государь, твои государевы многие люди не устояли, побежали, а нас, холопей твоих, покинули с неболшими людми: под лутчим, государь, знаменем осталось человек по пяти, а под ынеми ни одного человека. И на тех, государь, помычках волею Божиею столника и воеводы Матвея Шереметева не стало безвестно. А молва, государь, учала быть в ратных людех, что под столником Матвеем Шереметевым лошадь повалилась, и взяли де ево немецкие люди жива. И по той, государь, молве твои государевы и досталные ратные люди побежали к городу Анзелю, а иные мимо Анзель к Новому горотку».
В сложившейся ситуации князь Щербатов сумел организовать отступление оставшихся сил и с боем прорвался в Адзель. Решающую роль в успешном прорыве сыграли 250 рейтар полковника Дениса Денисовича Фонвизина, раненного в этом бою, которые сохранили строй и принудили шведов к затяжной перестрелке: «и неметцкие де люди на рейтар скочили, и рейтары де от них устояли, и, прострелявся, от них назад пожались. И неметцкие люди всеми роты на них и на сотенных людей, которые остались на отводе, и на рейтар напустили, и учинили стрелбу, а не так, чтоб пруткою гоньбою». Оставив в Адзеле артиллерию и стрельцов, князь Щербатов выступил к Новому городку, пытаясь соединиться с разбежавшимися войсками.

## Итоги
Воевода Матвей Васильевич Шереметев скончался от ран в плену 10 (20) июня 1657 в 10 часов утра. Дезертирство войск и гибель близкого друга произвели тяжелое впечатление на царя Алексея Михайловича. Для выяснения всех обстоятельств битвы и наказания виновных была создана следственная комиссия во главе с князем Иваном Лобановым-Ростовским.
Шведы восприняли эту победу как триумф. Фон Левен был произведен в генерал-лейтенанты. Было объявлено о уничтожении всей русской армии, а битва названа генеральным сражением. Однако шведам не удалось развить успех. Вскоре, назначенный на место Шереметева, князь Иван Хованский, восстановив дисциплину, нанес тяжелое поражение шведам в битве под Гдовом. В итоге вся кампания 1657 года окончилась для шведской армии поражением и провалом.